# Muzeul Județean Satu Mare
Muzeul Județean Satu Mare este un muzeu județean din Satu Mare, amplasat în Bd. Dr. Vasile Lucaciu nr. 21. Clădirea actuală a Muzeului Județean Satu Mare a fost construită în anul 1936, după planurile arhitectului G.P.Liteanu. A avut ințial destinații administrative: Prefectura județului în perioada interbelică, Sediul Consiliului Popular Județean și al Comitetului Județean Satu Mare al P.C.R. Din anul 1984 aici funcționează Muzeul Județean Satu Mare, având organizate expozițiile de bază și sălile de expoziții temporare. Are la bază obiectele adunate în cadrul cercului Kolcsey (1890), muzeul fiind reorganizat în anii 1905 și 1958, pe baza vechilor colecții și a cercetărilor noi. Muzeul deține colecții de arheologie (preistorică, dacică, medievală), istorie (exponate legate de istoria breslelor, unelte, lăzi, sigilii, documente, carte veche, memorialistică), etnografie (instalații țărănești, mobilier tradițional românesc, șvăbesc, ucrainean și maghiar, podoabe, icoane pe sticlă și lemn, costume populare, textile utilitare și decorative, ceramică, fotografii, etc.). Deține bunuri culturale clasate în Tezaur și Fond. Expozițiile de bază au fost modernizate în anul 1992, precum și în perioada 2002-2007.
Clădirea muzeului este declarată monument istoric, având codul SM-II-m-B-05230. 